# Bellenglise
Bellenglise – miejscowość i gmina we Francji, w regionie Hauts-de-France, w departamencie Aisne.
Według danych na styczeń 2014 roku gminę zamieszkiwało 390 osób, a gęstość zaludnienia wynosiła 61 osób/km².